# Valasmeer (Rakis)
Het Valasmeer, Samisch: Vállasjávri, is een meer in het noorden van Zweden, in de gemeente Kiruna. Het water in het meer komt uit de omgeving en stroomt naar de Valasrivier. 
Afwatering: meer Valasmeer → Valasrivier → meer Rakismeer → Rakisrivier → meer Torneträsk → Torne → Botnische Golf